# Youthanasia
Youthanasia er det sjette studiealbum fra det amerikanske heavy metal-band Megadeth, udgivet 1. november 1994. En remixet og remastered version, med flere bonusnumre, blev udgivet i 2004.
Titlen er en kombination af "youth" ("ungdom") og "euthanasia" ("aktiv dødshjælp"), hvilket skulle hentyde til at samfundet yder aktiv dødshjælp til sin egen ungdom.
Albummet fortsatte bandets trend med langsommere og mere melodiske hård rock-sange, som begyndte med Megadeths kommercielle gennembrud Countdown to Extinction.
Tekstmæssigt udforsker albummet en række forskellige temaer: mytologi ("Elysian Fields" og "Blood of Heroes"), voldtægt og incest ("Family Tree"), atomkrig ("Black Curtains"), gambling ("Train of Consequences") og et hit om livets sidste øjeblikke, "À Tout le Monde".

## Fodnoter
1. ↑  Youthanasia Arkiveret 23. november 2007 hos  Wayback Machine på rockmetla.art.pl